# Fight for You (H.E.R.)
Fight for You è un singolo della cantante statunitense H.E.R., scritta per il film di Shaka King Judas and the Black Messiah (2021).
Per questo brano H.E.R. è stata universalmente lodata dalla critica, vincendo diversi riconoscimenti, primo fra tutti l'Oscar alla miglior canzone originale agli Premi Oscar 2021, nonché una nomination alla canzone dell'anno ai Grammy Awards 2022.

## Descrizione
Fight for You è stato scritto dalla cantautrice Tiara Thomas assieme alla stessa H.E.R., che l'ha anche composta e co-prodotta con il produttore discografico D'Mile.
La canzone rappresenta il brano principale della colonna sonora del film successo del 2021 Judas and the Black Messiah, film biografico sulla vita del leader delle Pantere Nere Fred Hampton, alla fine degli anni '60. Il regista del film Shaka King aveva chiesto a H.E.R. di comporre "qualcosa di contemporaneo con echi del 1968". Ella, ispirandosi in parte a Marvin Gaye e a Curtis Mayfield, ha poi realizzato la canzone.
Per quanto riguarda la melodia, Fight for You è infatti influenzata da ritmi funk, soul e R&B tipici degli anni '60, e in parte anche dall'hard rock della fine degli anni '60 e degli anni '70, come testimonia l'aggressivo assolo di batteria iniziale.
A proposito della sua canzone, H.E.R. ha spiegato:
Infatti il testo del brano ruota attorno al razzismo, la brutalità della polizia e l'uguaglianza, tutti temi molto cari alla cantante.

## Pubblicazione
H.E.R. ha pubblicato il singolo il 4 febbraio 2021, e l'ha eseguito per la prima volta dal vivo al The Late Show with Stephen Colbert. Inoltre, sempre nel febbraio 2021, l'artista ha cantato il brano anche alla pre-cerimonia degli Oscar 2021, Oscars: Into the Spotlight.

## Accoglienza

### Critica
La critica ha elogiato all'unanimità il brano, definendolo uno dei migliori dell'intero anno. Inoltre, alcuni critici hanno notato che nelle note di Fight For You "riecheggiano le melodie di Marvin Gaye" e in particolare la canzone di quest'ultimo You're the Man.

## Riconoscimenti
- 2021 - Premio Oscar
  - Migliore canzone originale a H.E.R., Dernst Emile II e Tiara Thomas[9]
- 2021 - Golden Globe
  - Candidatura per la migliore canzone originale[10]
- 2022 - Grammy Award
  - Migliore canzone R&B[11]
  - Candidatura per la canzone dell'anno
  - Candidatura per la miglior canzone scritta per media visivi
- 2020 - Black Reel Award[12]
  - Candidatura per la migliore canzone originale
- 2020 - Critics' Choice Award
  - Candidatura per la migliore canzone
- 2020 - Hollywood Music in Media Award[13]
  - Candidatura per la miglior canzone originale in un lungometraggio
- 2021 - MTV Europe Music Awards[14]
  - Candidatura per il miglior video